# Либерти (Кентаки)
Либерти (енгл. Liberty) град је у америчкој савезној држави Кентаки.

## Демографија
По попису из 2010. године број становника је 2.168, што је 318 (17,2%) становника више него 2000. године.
| Група             | 2000.         | 2010.         |
| Белци             | 1.809 (97,8%) | 2.048 (94,5%) |
| Афроамериканци    | 13 (0,7%)     | 33 (1,5%)     |
| Азијати           | 1 (0,1%)      | 4 (0,2%)      |
| Хиспаноамериканци | 8 (0,4%)      | 66 (3,0%)     |
| Укупно            | 1.850         | 2.168         |